# Jerry Dammers
Jeremy David Hounsell Dammers (22 maggio 1955) è un musicista britannico fondatore, tastierista e principale autore della band inglese (di Coventry) di ska revival denominata The Specials, The Special A.K.A. e The Spatial AKA Orchestra.
È stato anche il fondatore dell'etichetta discografica 2 Tone Records.

## Discografia (solista)
- "Riot City" (8:29) — in Absolute Beginners (Songs From The Original Motion Picture) (LP, Virgin V-2386, 1986)[2]
- "Solitary Tower" (3:50) —in Monsterism Night (CD, Lo Editions LOCD-22, 2009)[3]
- (con i Simple Minds) "Free Nelson Mandela" — n Nelson Mandela 70th Birthday Tribute (VHS/Secam, CMV Enterprises 49011, 1989)[4]